# Salaiola
Salaiola è una frazione del comune italiano di Arcidosso, nella provincia di Grosseto, in Toscana.

## Geografia fisica
Salaiola è situata a 740 m d'altitudine sul Monte Amiata, alle pendici del rilievo del Monte Aquilaia. Il paese dista dal capoluogo comunale circa 8 km e poco più di 55 km da Grosseto.

## Storia
Salaiola sorge sui resti di un antico insediamento che esisteva già nel primo Medioevo, quello di Casal Roveta. Casal Roveta, insieme a Montoto e Talassa (da cui il nome Porta Talassese delle mura di Arcidosso) furono gli insediamenti che dettero vita nel corso del XII secolo al borgo di Arcidosso con la costruzione della rocca per conto degli Aldobrandeschi. Ciò che rimane del vecchio insediamento è la fattoria di Roveta, posta a sud-est del centro del borgo. Il toponimo Salaiola è di derivazione longobarda, e sta a significare "piccola sala". Nel 1863, nella piazzetta "salotto" del villaggio è stata costruita una chiesa, con parrocchia dipendente dalla pieve di Montelaterone. Negli anni successivi alla seconda guerra mondiale, la frazione ha subito un grande diminuimento della popolazione residente.

## Monumenti e luoghi d'interesse

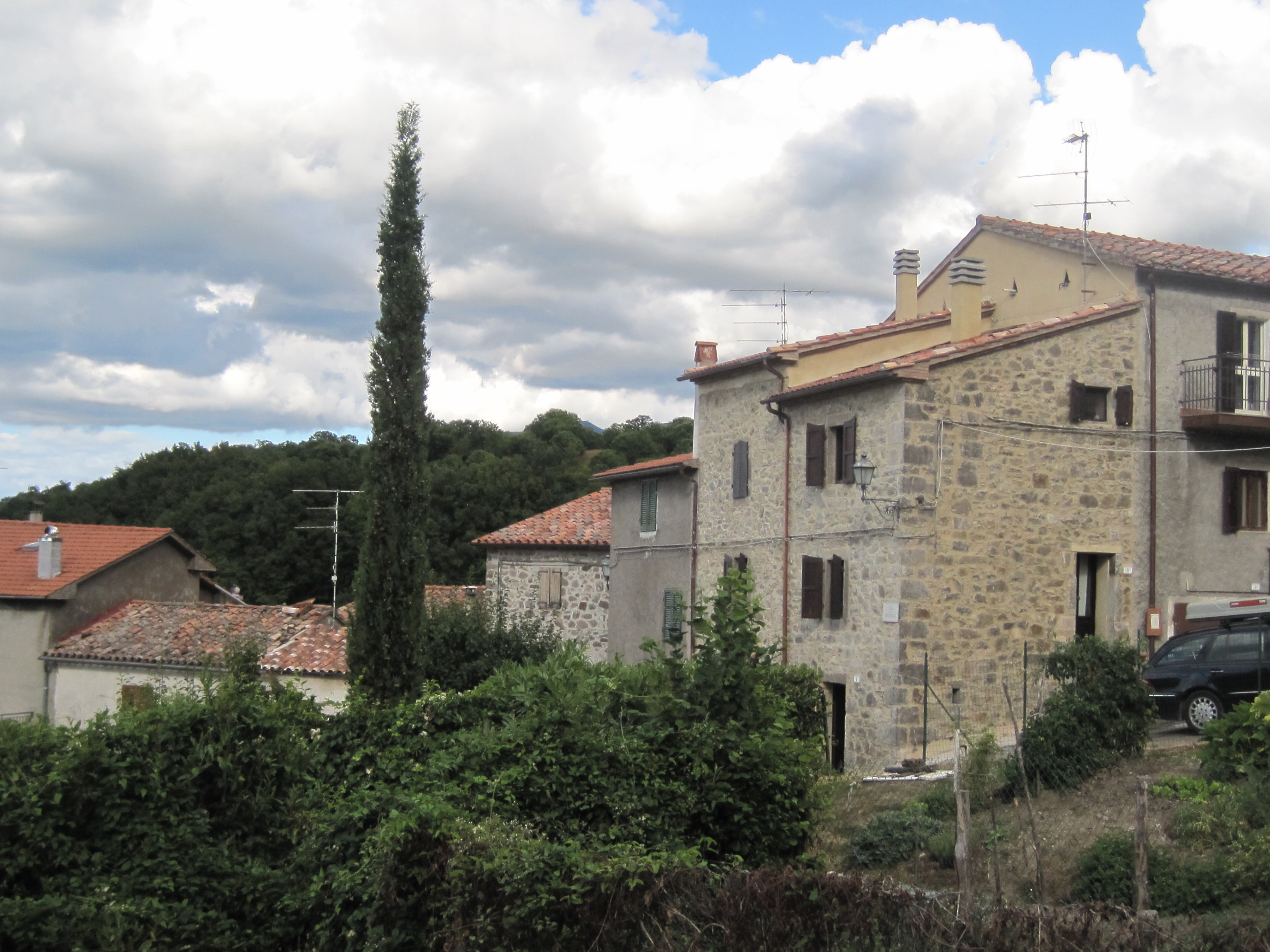
Edifici nel centro di Salaiola.

- Chiesa della Madonna, situata nella piazzetta principale, non è possibile risalire con certezza all'origine di questa chiesa. È possibile che l'edificio esistesse già nel XVIII secolo, tuttavia è sicuro che l'aspetto attuale è dovuto ad una radicale ristrutturazione del 1863, data posta sul tetto dell'edificio.[2]

- Chiesa di San Girolamo a Roveta, chiesa ancora consacrata situata alla fattoria di Roveta, è ricordata dal Repetti come oratorio pubblico dipendente dalla parrocchia di Sant'Andrea, officiato da una compagnia laicale a partire dal 1787.[3]

- Fattoria di Roveta, situata a sud del centro di Salaiola, è ciò che rimane dell'antico insediamento di Casal Roveta.

## Società

### Evoluzione demografica
Quella che segue è l'evoluzione demografica della frazione di Salaiola. Sono indicati gli abitanti dell'intera frazione e dove è possibile è inserita la cifra riferita al solo capoluogo di frazione. Dal 1991 sono contati da Istat solamente gli abitanti del centro abitato, non della frazione.
| Anno | Abitanti | Abitanti       |
| Anno | Frazione | Centro abitato |
| ---- | -------- | -------------- |
| 1921 | 237      | —              |
| 1931 | 308      | —              |
| 1936 | 370      | 157            |
| 1961 | 180      | 100            |
| 1981 | 75       | 51             |
| 1991 | —        | 41             |
| 2001 | —        | 39             |
| 2011 | —        | 34             |

## Cultura

### Eventi
La frazione di Salaiola è sede dell'"associazione culturale l'Aquilaia" che ogni anno organizza eventi di grande richiamo per tutti gli abitanti dell'Amiata, come la festa della Poesia del mese di giugno e la festa della Luna nel mese di agosto, con spettacoli musicali, mercatini e degustazioni enogastronomiche.